# Colwich (Staffordshire)
Colwich – wieś w Anglii, w hrabstwie Staffordshire, w dystrykcie Stafford. Leży 10 km na wschód od miasta Stafford i 191 km na północny zachód od Londynu. W 2001 miejscowość liczyła 4584 mieszkańców.